# Dmitrij Trapeznikov
Dmitrij Viktorovič Trapeznikov (Krasnodar, 12 aprile 1981) è un politico russo.

## Biografia
È stato vice capo del consiglio del Petrovskyj Rajon di Donec'k.
È stato anche manager del Šachtar nel 2001 e in quegli stessi anni ha studiato presso l'Accademia nazionale di Ingegneria civile e Architettura del Donbass a Kramators'k, nell'oblast' di Donec'k.
Il 31 agosto 2018, in seguito all'uccisione del presidente Aleksandr Zacharčenko, assume ad interim le cariche di primo ministro e capo di Stato della Repubblica Popolare di Doneck, cariche che ricopre fino al 7 settembre dello stesso anno.